# Коронадо (амфібійна база ВМС)
Не варто плутати з військово-морською базою Сан-Дієго та військово-морською базою «Коронадо», до складу якої входить амфібійна база Коронадо
Військово-морська база амфібійних сил Коронадо (англ. Naval Amphibious Base Coronado, (NAB Coronado) — діюча військово-морська база амфібійних сил Збройних сил США, розташована на узбережжі бухти Сан-Дієго поблизу однойменного міста в південній Каліфорнії. База Коронадо є однією з найголовніших військових баз американських військово-морських сил, й основна військово-морська інсталяція військово-морських сил спеціальних операцій та експедиційних сил на західному узбережжі країни; на ній дислокується понад 30 різнорідних органів управління, частин та установ.

## Призначення
Військово-морська база в Коронадо була заснована у січні 1944 року, як основна інсталяція на узбережжі для навчання, тренування та всебічного забезпечення амфібійних експедиційних сил на західному узбережжі Сполучених Штатів, і є однією з двох такого роду військово-морських баз збройних сил країни.
База займає приблизно 1 000 акрів й складається з головної бази, навчально-тренувальних пляжів, зони рекреації, жилої зони військовослужбовців бази та їх сімей, парку та інших складових.
База в Коронадо має більше ніж 30 різнорідних органів управління, навчальних та тренувальних частин та установ, що забезпечують діяльність військово-морської бази. Загальне населення ВМБ становить приблизно 5 000 чоловік

## Основні складові
- Командування військово-морських спеціальних операцій
  - 1-ша група ССО ВМС США
  - 3-тя група ССО ВМС США
  - 1-ша група операторів бойових катерів ССО
    - Центр підготовки сил спеціальних операцій ВМС США
- 1-й амфібійний будівельний батальйон
- 1-й загін штурмових десантно-висадочних засобів
- 1-й загін пляжних конструкцій
- Тихоокеанська тренувальна група експедиційних сил
- 12-та команда спеціальних човнів
- Надводні сили Тихоокеанського флоту США